# 卢依士
卢依士（Wilson Seeley Lewis，1857年7月17日—1921年8月24日），美以美会传教士。
1857年7月17日，卢依士出生于纽约州北部聖老楞佐縣的罗素（Russell），是家中八个孩子中的第七个。年轻时，他在聖老楞佐縣乡村教书。1880年毕业于聖老楞佐大学，同年前往爱荷华州，1889年毕业于康奈尔学院，获该校和上爱荷华大学博士学位。他加入美以美会上爱荷华州年会，后来调到西北爱荷华州年会。1888年至1897年任埃普沃斯神学院（Epworth Seminary）校长，1897年至1908年任晨边学院（Morningside College）院长。
1908年，卢依士分配任驻华会督。1909年抵达中国福州。1920年移驻北京。1921年8月24日，卢依士在艾奥瓦州苏城去世。